# Georg Schubert (Maler)
Georg Schubert (* 26. Juni 1911 in Rosenheim; † 4. November 2005 in Traunstein) war ein deutscher Maler und Grafiker.

## Leben
Schubert besuchte die Kunstakademie München und war ein Vertreter der Münchner Schule. Er genoss eine private Graphikerausbildung und -lehre sowie ein Studium an der Akademie für Bildende Künste in Berlin. Durch das Gewinnen von Plakatwettbewerben und Bekanntschaft mit dem 11 Jahre älteren Heinz Schulz-Neudamm kam er zur Film-Werbung. Im Laufe seines Künstlerlebens konnte er viele Erfolge verzeichnen. Unter anderem wurde er in Paris auf einer internationalen Kunstausstellung mit einer Goldmedaille ausgezeichnet und bekam diverse Ehrennadeln. Ab 1948 arbeitete er wieder für die Filmindustrie. Zahlreiche Original-Plakatentwürfe sind im deutschen Filmmuseum in Frankfurt am Main erhalten. In den Jahren 1950 bis 1975 lebte er in Wiesbaden, wo er an den Jahresausstellungen des Künstlerbundes in der Brunnenkolonnade teilnahm sowie im Schloß Biebrich und in der Villa Clementine im Haus der hessischen Staatsregierung ausstellte. Zudem war er in München Mitglied der Münchner Künstler Genossenschaft gewesen. Die Werke des Künstlers waren bei Ausstellungen in Bonn, Paris, Strasbourg, Baden-Baden und San Francisco zu sehen. Neben zahlreichen Filmplakaten und Kinografiken machte er sich auch als Landschaftsmaler und Porträtzeichner (u. a. für Heimatvereine) einen Namen. In seiner letzten und bedeutendsten Schaffensperiode zeichnete der Künstler viele weibliche Akte in Öl.

## Erstellte Filmplakate
- David und Bathseba / David And Bathsheba (USA 1951, mit Gregory Peck und Susan Hayward), 20th Century Fox 19. Februar 1952, 85 × 61 cm.
Farbabbildung enthalten in: Volker Pantel: Das Buch der Filmplakate. S. 32.
- Dick und Doof in geheimer Mission / The Big noise + A Haunting We Will Go (USA 1942), 1942, 85,5 × 61 cm, Druck: Winterdruck, Heidelberg.
- Die Drei Musketiere / The Three Musketeers (USA 1948, mit Gene Kelly und Lana Turner), M.G.M. 1. September 1950, 84,5 × 61 cm.
Farbabbildung enthalten in: Volker Pantel – „Das Buch der Filmplakate“, Seite 15.
- Der eiserne Ritter von Falworth / The Black Shield Of Falworth (USA 1954, mit Tony Curtis und Janet Leigh), Universal Pictures 17. Dezember 1954, 85 × 61 cm.
Farbabbildung enthalten in: Volker Pantel – „Das Buch der Filmplakate“, Seite 42.
- Kohlhiesels Töchter (D 1930), 1930, 142 × 95 cm, Druck: Clemens Langner, Berlin.
- Lachen verboten / The Adventurer, The Vagabond, The Cure, Easy Street, The Immigrant, The Count (USA 1916/17), 1917, 85,5 × 59,5 cm, Druck: Winterdruck, Heidelberg.
- Der Mann aus Marokko / The Man From Marocco (GB 1945, mit Adolf Wohlbrück und Margaretta Scott), 23. Februar 1951, 86 × 61,5 cm, Druck: Winterdruck, Heidelberg.
- Monika (D 1937), 5. Januar 1938, 86 × 61 cm, Druck: Fritz Pötter, Berlin.
- Reserve hat Ruh’ (auch: Das ganze Halt!) (D 1931), 16. Oktober 1931, 86 × 61,5 cm, Druck: Winterdruck, Heidelberg.
- Roman einer Tänzerin / The Man In Her Life (USA 1941), Columbia August 1946, 86 × 61 cm, Druck: Winterdruck, Heidelberg.
- Der Sheriff von Kansas / The Young in Heart (USA 1943), United Artists 7. Mai 1952, 85,5 × 59 cm, Druck: Winterdruck, Heidelberg.